# Jules Massenet
Pour les articles homonymes, voir Massenet.
Pour les autres membres de la famille, voir Famille Massenet.
Jules Massenet est un compositeur français né le 12 mai 1842 à Montaud (aujourd'hui quartier de Saint-Étienne) et mort le 13 août 1912 à Paris. Ses compositions étaient très populaires à la fin du XIXe siècle et au début du XXe siècle. Les opéras de Massenet sont connus pour leur beauté mélodique et pour leur représentation des émotions de l'amour et de la passion. Ses œuvres les plus connues incluent les opéras Manon (1884), Werther (1892) et Thaïs (1894). Sa musique est toujours populaire et régulièrement jouée dans le monde entier.

## Biographie

### Formation
Fils d'Alexis Massenet (1788-1863), polytechnicien, maître de forges et industriel fabriquant des lames de faux à Pont-Salomon, près de Saint-Étienne, et de son épouse, née Adélaïde Royer de Marancour (1809-1875), Jules-Émile-Frédéric est le benjamin d'une famille de douze enfants, son père ayant eu huit enfants d'un premier lit. Sa famille déménage à Paris en 1848, lorsqu'il a six ans et sa mère lui donne ses premières leçons de piano. Il entre  à l'âge de onze ans au Conservatoire national de musique et de déclamation à Paris, et y étudie le piano dans la classe d'Adolphe Laurent, l'orgue (classe de François Benoist), le solfège et le contrepoint (classes d'Augustin Savard et François Bazin), l'harmonie (classe d'Henri Reber) et la composition (classe d'Ambroise Thomas). Il obtient un premier prix de piano en 1859 et un premier prix de contrepoint en 1863. Admis à la villa Médicis après avoir remporté le grand prix de Rome en 1863 avec sa cantate David Rizzio, il rencontre à cette occasion Franz Liszt, qui le prend en affection et lui confie quelques élèves de piano, parmi lesquels se trouve Louise-Constance dite « Ninon » de Gressy (1841-1938), que Massenet épouse en 1866, et avec qui il aura une fille unique, Juliette (1868-1935).

### Succès

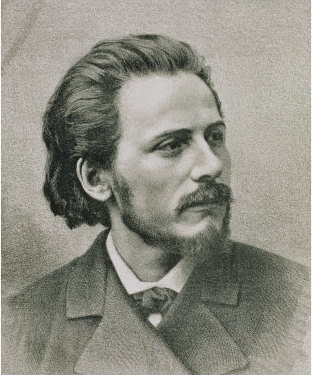
Jules Massenet à l'âge de ses premiers succès.

Jules Massenet regagne Paris et fait jouer son opéra La Grand-Tante en 1867. Son mentor est à l'époque Ambroise Thomas. Il prend part à la guerre de 1870. Il connaît ensuite ses premiers succès, avec la suite symphonique Pompéia, l'oratorio Marie-Madeleine en 1873, et les opéras Don César de Bazan, Le Roi de Lahore. Son éditeur, Georges Hartmann, qui connaît un grand nombre de critiques musicaux, soutient sa carrière.
Il reçoit la Légion d'honneur en 1876 (il est grand officier de l'ordre en 1900). En 1878, il est nommé professeur de composition au Conservatoire national de musique et de déclamation, et compte Henri Libert, Alfred Bruneau, Gustave Charpentier, Ernest Chausson, Georges Enesco, Henry Février, Reynaldo Hahn, Charles Koechlin, Albéric Magnard, Max d'Ollone, Gabriel Pierné, Louis Ganne, Henri Rabaud et Florent Schmitt parmi ses élèves. Il entre à l'âge de trente-six ans à l'Académie des beaux-arts. C'est le plus jeune des académiciens.
En 1884 est créé à l'Opéra-Comique un de ses ouvrages les plus populaires, Manon, d'après le roman Manon Lescaut de l'abbé Prévost. Ses autres œuvres Hérodiade, Le Cid, Le Jongleur de Notre-Dame, rencontrent la faveur du public, et plus encore, Werther, composé en 1886, créé à Vienne en 1892, d'après Les Souffrances du jeune Werther de Goethe. Thaïs ne connut le succès qu'une décennie après sa création, en raison de son sujet sulfureux, malgré sa Méditation religieuse pour violon solo au deuxième acte, passée à la postérité sous le nom de Méditation de Thaïs.

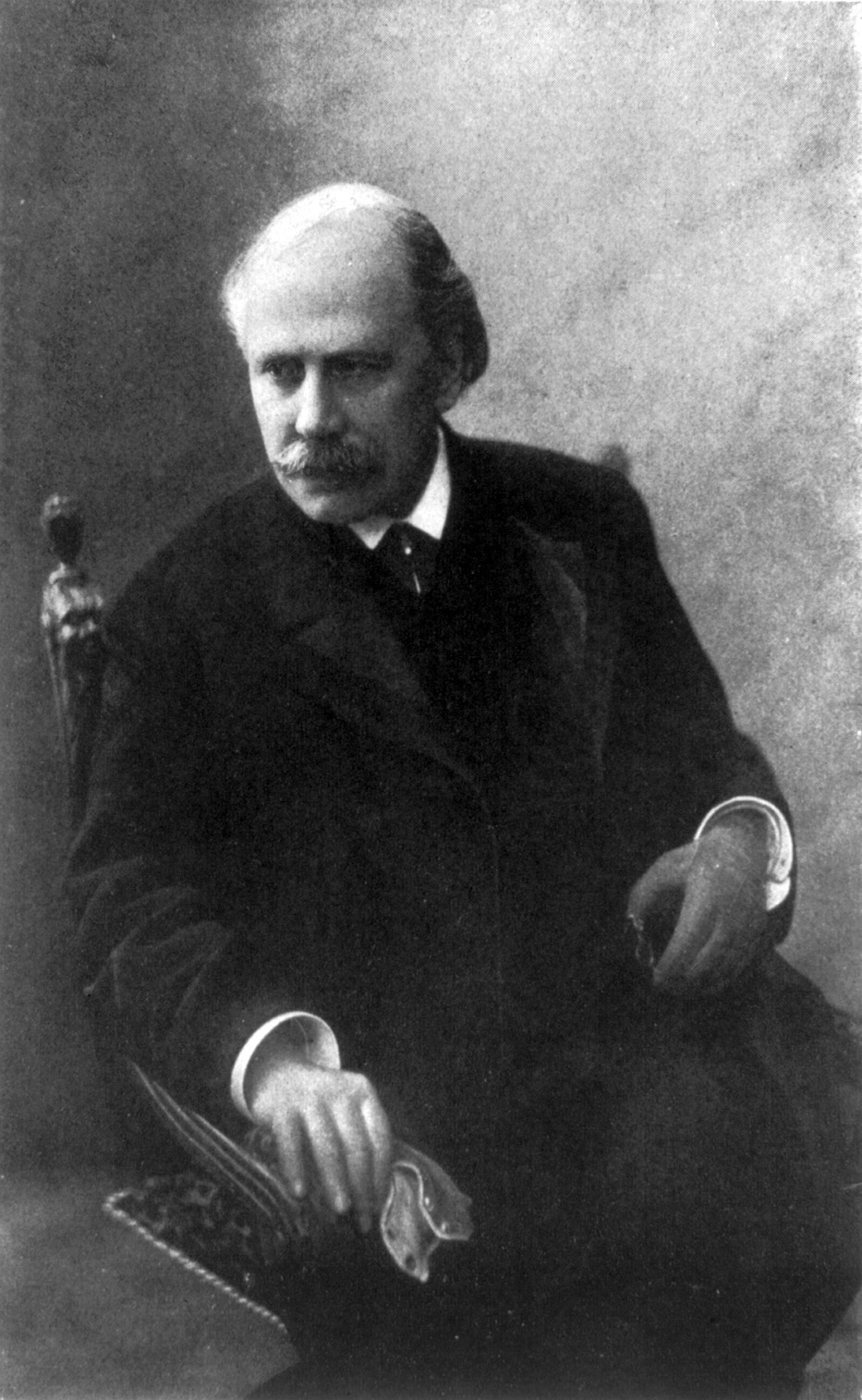
Jules Massenet en 1910.

Son Don Quichotte, dont la première a lieu à Monaco en 1910, et dont le rôle-titre est chanté par Chaliapine, connaît un grand succès dès sa création. Cette œuvre est jouée dans le monde entier depuis lors.
Ses journées commençaient à quatre heures du matin, alternant compositions, enseignements et auditions. Il a laissé une œuvre essentiellement lyrique (vingt-cinq opéras), mais aussi pianistique et symphonique. Très sensible aux sujets religieux, il a souvent été considéré comme l'héritier de Charles Gounod.

### Héritage et dernières années

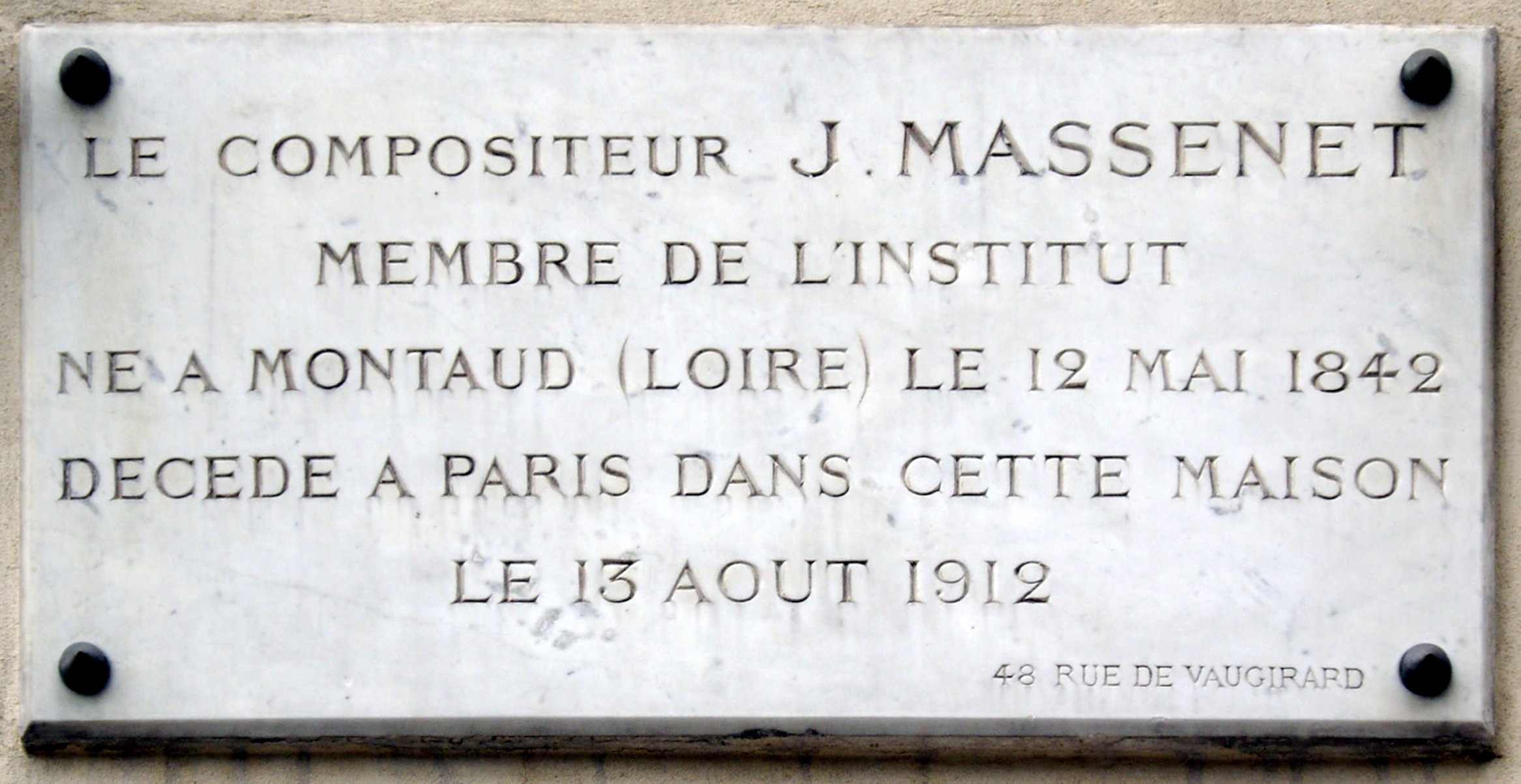
Plaque au 48 rue de Vaugirard.

L'influence de Massenet se ressent chez de nombreux compositeurs tels que Ruggero Leoncavallo, Pietro Mascagni, Giacomo Puccini ou Claude Debussy dans son Pelléas et Mélisande. Ne dédaignant pas les mondanités (c'est un habitué du salon de Mme Lemaire, ainsi que celui de Marie Trélat par exemple), c'était pourtant au fond un grand mélancolique qui avait besoin d'être amoureux de l'héroïne ou de l'interprète de ses œuvres. Il meurt d'un cancer à l'âge de soixante-dix ans, vraisemblablement à la clinique de la rue de la Chaise (7e arrondissement de Paris), mais son corps est ramené à son domicile au 48 rue de Vaugirard (6e arrondissement de Paris), où une plaque lui rend hommage. Il est enterré à Égreville (Seine-et-Marne), village où il possédait un château.
Jules Massenet est l’arrière-arrière-arrière-grand-oncle des journalistes Béatrice et  Ariane Massenet.
Élégie était un des thèmes favoris du pianiste de jazz Art Tatum.

## Distinctions
- Prix de Rome
- Grand officier de la Légion d'honneur
- Chevalier de l'ordre de Léopold (Belgique)

## Œuvre
Jules Massenet laisse environ 450 œuvres musicales.
Les terminologies utilisées ci-dessous pour caractériser les œuvres (opéra, opéra-comique, drame lyrique, conte de fées, etc.) sont celles employées par Massenet sur les partitions. Les dates indiquées sont celles des créations pour les œuvres représentées ou, à défaut, de composition pour les œuvres inédites.
En 2020-2021, 14 voix lyriques du Québec vont participer à un projet majeur : enregistrer l’intégrale des mélodies de Jules Massenet, soit environ 320 morceaux pour la plupart jamais encore enregistrés.

### Opéras

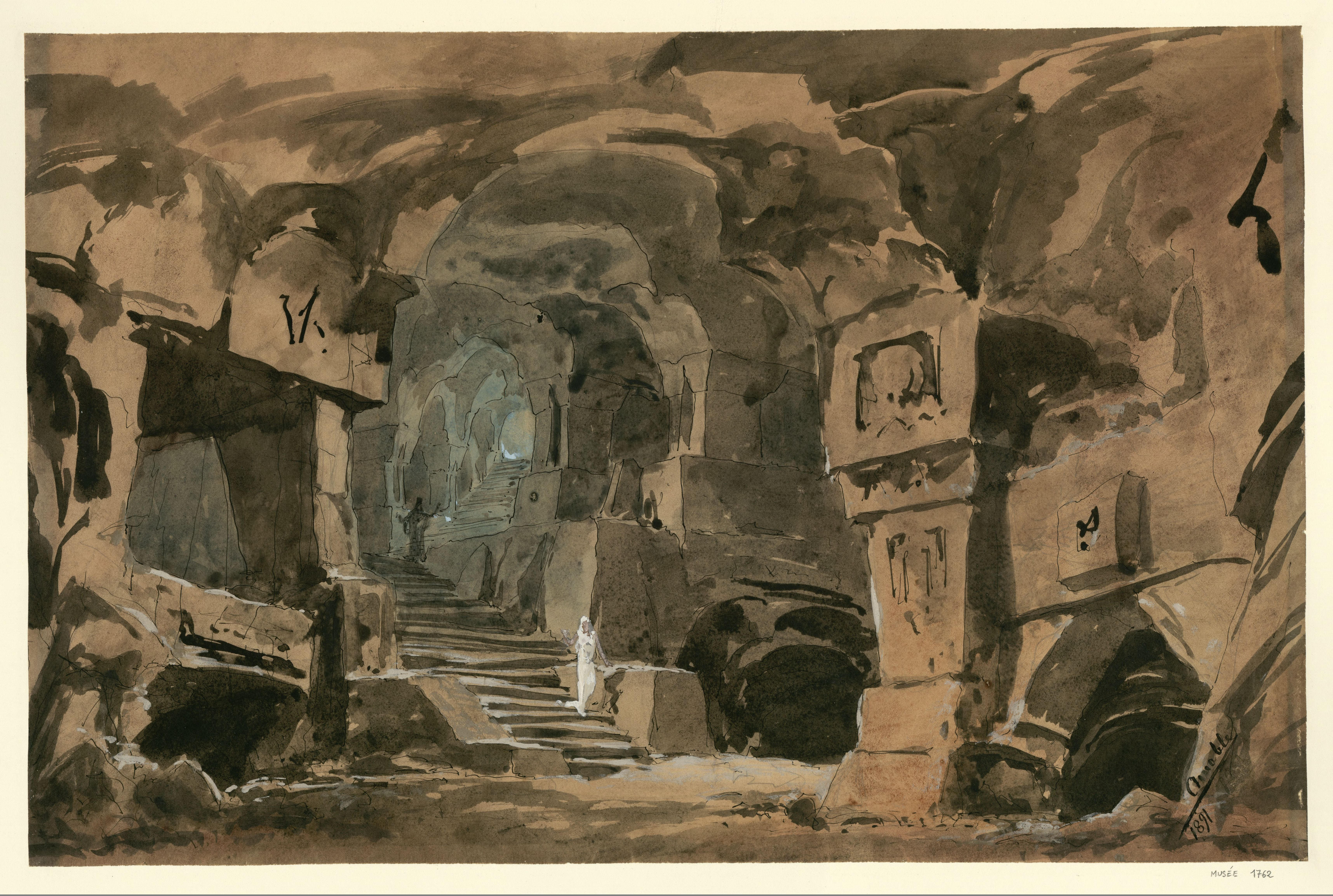
Esquisse de décor pour Le Mage par Amable Petit (1891).

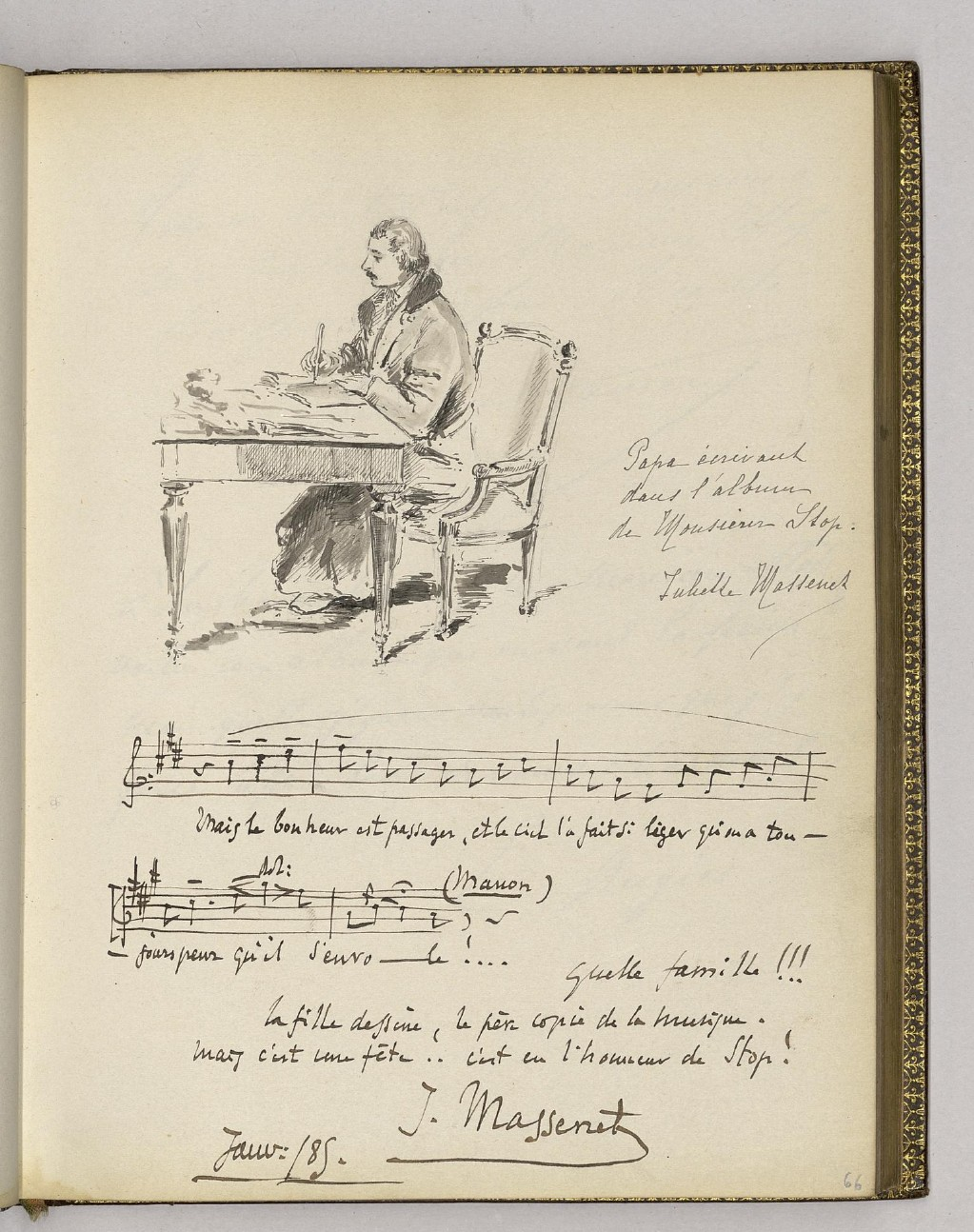
Jules Massenet par sa fille Juliette Massenet, dans le Livre d'or de Louis Morel-Retz, avec un extrait de partition de l'opéra Manon

- L'Écureuil du déshonneur, opérette (1858) - perdue
- Les Deux Boursiers, opérette (1859) - perdue
- Esméralda, opéra (1865) - inédit, composé à la villa Médicis
- Noureddin (1865) - inachevé
- Valéria, opéra (1865) - inachevé
- La Grand' Tante, opéra-comique (1867) - piano-chant publié
- La Coupe du roi de Thulé, opéra (1867) - perdu[13]
- Le Florentin, opéra-comique (1867) - perdu[14]
- Manfred, opéra (1869) - inachevé
- Méduse, opéra (1870)  - perdu
- Don César de Bazan, opéra-comique (1872)
- Les Templiers (1873) - perdu
- L'Adorable Bel-Boul, opérette (1874) - Lyon: Symétrie, 2018
- Bérangère et Anatole, opérette (1876) - non publiée
- Le Roi de Lahore, opéra (1877)
- Robert de France, drame lyrique (1880) - perdu
- Hérodiade, opéra (1881)
- Les Girondins, drame lyrique (1881) - perdu
- Montalte, drame lyrique (1883) - perdu
- Manon, opéra-comique (1884)
- Le Cid, opéra (1885)
- Esclarmonde, opéra romanesque (1889)
- Le Mage, opéra (1891)
- Werther, drame lyrique (1892)
- Kassya, opéra (1893)[15]
- Thaïs, comédie lyrique (1894)
- Le Portrait de Manon, opéra-comique (1894)
- La Navarraise, épisode lyrique (1894)
- Sapho, pièce lyrique (1897)
- Cendrillon, conte de fées (1899)
- Grisélidis, conte lyrique (1901)
- Le Jongleur de Notre-Dame, miracle (1902)
- Chérubin, comédie chantée (1905)
- Ariane, opéra (1906)
- Thérèse, drame musical (1907)
- Bacchus, opéra (1909)
- Don Quichotte, comédie héroïque (1910)
- Roma, opéra tragique (1912)
- Panurge, « haulte farce musicale » (1913) - posthume
- Cléopâtre, opéra (1914) - posthume
- Amadis, opéra légendaire (1922) - posthume

### Drames sacrés et profanes
- Louise de Mézières, cantate (1862) - mention honorable au prix de Rome
- David Rizzio, cantate (1863) - Grand prix de Rome
- Prométhée, cantate (1867) - perdue[16]
- Paix et Liberté, cantate (1867)
- Marie-Magdeleine, drame sacré (1873) puis drame lyrique (1906)
- Ève, mystère (1875)
- Narcisse, idylle antique (1877), sur un poème de Paul Collin
- La Vierge, légende sacrée (1880)
- Biblis, scène religieuse pour mezzo-soprano, ténor, baryton, chœur et orchestre (1887)
- La Terre promise, oratorio (1900)

### Ballets
- Le Carillon, légende mimée et dansée (1892)
- Les Rosati, ballet (1901) - publié en 1902 sous le titre Divertissement pour orchestre
- Cigale, divertissement-ballet (1904)
- Espada, ballet (1908)

### Musique vocale
- Suite théâtrale pour récitant, chœur et orchestre (1914) - posthume
- Suite parnassienne pour récitant, voix et orchestre - composée en 1912

### Musique religieuse
- Messe de Requiem pour soli, chœur, orgue, violoncelles et contrebasse - perdu
- Ave Maria Stella, motet à 2 voix avec accompagnement de violoncelle (1886)
- Panis angelicus pour voix solo ou pour trois voix, avec accompagnement d'orgue (1910)

### Œuvres symphoniques
- Ouverture de concert (1863)
- Fantaisies nos  1 et 2 pour orchestre
- Suite no 1 pour orchestre (1863) - composée à la villa Médicis et créée en 1867
- Visions, poème symphonique (1891)
- Pompéia, suite symphonique (1866) - non publiée
- Suite no 2 pour orchestre dite Scènes hongroises (1871)
- Suite no 3 pour orchestre dite Scènes dramatiques (1874)[17]
- Suite no 4 pour orchestre dite Scènes pittoresques (1874)
- Lamento pour orchestre (1875) - dédié à Georges Bizet
- Suite no 5 pour orchestre dite Scènes napolitaines (1876)
- Suite no 6 pour orchestre dite Scènes de féerie (1881)
- Suite no 7 pour orchestre dite Scènes alsaciennes (1882)
- Parade militaire, morceau de genre pour orchestre (1887)
- Fantaisie pour violoncelle et orchestre (1897)
- Concerto pour piano (1902)

### Musique de chambre
- Quatuor pour cordes - perdu
- Dichetto pour quatuor à cordes, contrebasse, flute, hautbois, clarinette, basson et cor (1872)
- Pièces pour petit orchestre (1901)

### Musique de scène
- Les Érinnyes de Leconte de Lisle, Odéon (1873), partition.
- La Vie de bohème de Théodore Barrière et Henry Murger, théâtre de l'Odéon (1875)
- Un drame sous Philippe II de Georges de Porto-Riche, théâtre de l'Odéon (1875)
- L’Hetman de Paul Déroulède, théâtre de l'Odéon (1877)
- Notre-Dame de Paris de Paul Foucher d'après Victor Hugo, théâtre des Nations (1879)
- Nana-Sahib de Jean Richepin, théâtre de la Porte-Saint-Martin (1883)
- Théodora de Victorien Sardou, théâtre de la Porte-Saint-Martin (1884)
- Le Crocodile de Victorien Sardou, théâtre de la Porte-Saint-Martin (1886)
- Brumaire d'Édouard Noël (1899)
- Phèdre de Jean Racine, théâtre de l'Odéon (1900)
- Le Grillon du foyer de Ludovic de Francmesnil d'après Charles Dickens, théâtre de l'Odéon (1904)
- Le Manteau du roi de Jean Aicard, théâtre de la Porte-Saint-Martin (1907)
- Perce-neige et les Sept Gnomes de Jeanne Dortzal, théâtre Femina (1909)
- Jérusalem de Georges Rivollet, Opéra de Monte-Carlo (1914)

### Musique pour piano

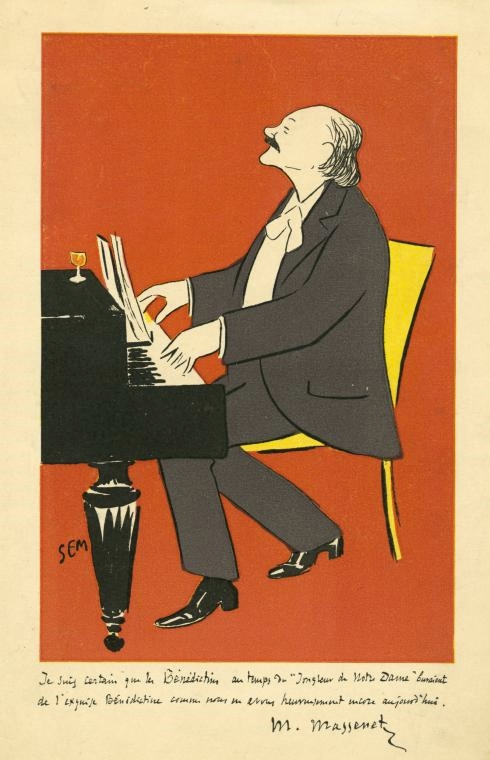
Massenet par Sem.

- Devant la Madone : Souvenir de la campagne de Rome ; Nuit de Noël (1864)
- Le Roman d'Arlequin  (1866)
- Improvisations : 20 pièces pour le piano, 3 vol. (1866)(seulement les 7 premières pièces ont été éditées chez Heugel)
- 10 pièces de Genre, op.10 (1867)
- Musique pour bercer les petits enfants (1870)
- Toccata (1892)
- Deux impromptus pour le piano (1896)
- Valse folle (1898)
- Valse très lente (1901)
- 2 pièces pour piano (1907) : Papillons noirs ; Papillons blancs

### Musique pour orgue
- Prélude en ut majeur pour grand orgue (v. 1911), publié dans J. Joubert, Les Maîtres contemporains de l’orgue, vol. 2 (Sénart, Paris).
- Élévation pour orgue ou harmonium (v. 1911).

### Mélodies
- À Colombine (Sérénade d’Arlequin) (Louis Gallet)
- À la trépassée (Armand Silvestre)
- À la Zuecca (Alfred de Musset)
- À Mignonne (Gustave Chouquet)
- Adieu (Armand Silvestre)
- L'air du soir emportait (Armand Silvestre)
- Les Alcyons (Joseph-Antoine Autran)
- L'Âme des oiseaux (Elena Vacarescu)
- Anniversaire (Armand Silvestre)
- Aubade (Gabriel Prévost)
- Automne (Paul Collin)
- Berceuse (Gustave Chouquet)
- Les Bois de pins (Camille Distel)
- Bonne nuit ! (Camille Distel)
- Ce que disent les cloches (Jean de la Vingtrie)
- C'est l'amour (Victor Hugo)
- Chansons des bois d'Amaranthe (Marc Legrand)
- Chant provençal (Michel Carré)
- Comme autrefois (Jeanne Dortzal)
- Crépuscule (Armand Silvestre)
- Dans l'air plein de fils de soie (Armand Silvestre)
- Déclaration (Gustave Chouquet)
- Élégie (Louis Gallet)
- Les Enfants (Georges Boyer)
- Épitaphe (Armand Silvestre)
- L'Esclave, op. 12 no 1 (Théophile Gautier)
- Être aimé (Jules Massenet d'après Victor Hugo)
- Les Femmes de Magdala (Louis Gallet)
- Feux-follets d'amour (Madeleine Grain)
- Guitare (Victor Hugo)
- Le sais-tu? (Stéphan Bordèse)
- La Lettre (Catulle Mendès)
- Lève-toi (Armand Silvestre)
- Loin de moi ta lèvre Qui Ment (Jean Aicard)
- Madrigal (Armand Silvestre)
- Les Mains (Noël Bazan)
- La Mort de la cigale (Maurice Fauré)
- Musette (Jean-Pierre Claris de Florian)
- Narcisse à la fontaine (Paul Collin)
- Néére (Michel Carré)
- Nocturne (Jeanne Dortzal)
- Nouvelle chanson sur un vieil air (Victor Hugo)
- Nuit d'Espagne (Louis Gallet)
- Les Oiselets (Jacques Normand)
- Ouvre tes yeux bleus (Paul Robiquet)
- Pensée d'automne (Armand Silvestre)
- Le Portrait d'une enfant, op. 12 no 4 (Pierre de Ronsard)
- Pour qu'à l'espérance (Armand Silvestre)
- Prélude (Armand Silvestre)
- Première danse (Jacques Normand)
- Le Printemps visite la Terre (Jeanne Chaffotte)
- Puisqu’elle a pris ma vie (Paul Robiquet)
- Que l'heure est donc brève (Armand Silvestre)
- Rêvons, c'est l'heure (Paul Verlaine)
- Riez-vous (Armand Silvestre)
- Rondel de la belle au bois (Julien Gruaz)
- Rose de mai (S.Poirson)
- Roses d’Octobre (Paul Collin)
- Le Sentier perdu (Paul de Choudens)
- Sérénade (Molière)
- Sérénade aux mariés, op. 12 no 2 (Jules Ruelle)
- Sérénade de Zanetto (François Coppée)
- Sérénade du passant (François Coppée)
- Si tu veux, Mignonne (Georges Boyer)
- Soir de rêve (Antonin Lugnier)
- Soleil couchant (Victor Hugo)
- Sonnet (Georges Pradel)
- Sonnet matinal (Armand Silvestre)
- Sonnet payen (Armand Silvestre)
- Souhait (Jacques Normand)
- Sous les branches (Armand Silvestre)
- Souvenez-vous, Vierge Marie! (Georges Boyer)
- Souvenir de Venise (Alfred de Musset)
- Stances (Adieux) (L. Gilbert)
- Sur la source (Armand Silvestre)
- Un adieu (Armand Silvestre)
- Un souffle de parfums (Armand Silvestre)
- La Veillée du Petit Jésus (André Theuriet)
- Le Verger (Camille Distel)
- La Vie d'une rose, op. 12 no 3 (Jules Ruelle)
- Voici que les grans lys (Armand Silvestre)
- Voix suprême (Antoinette Lafaix-Gontié)
- Vous aimerez demain (Armand Silvestre)

## Écrits
- Mes souvenirs (1848-1912), P. Lafitte et Cie, 1912 - rééd. L'Harmattan, 2006  (ISBN 291495848X) texte en ligne sur Wikisource
- Mes souvenirs et autres écrits, Jean-Christophe Branger éd., Paris : Vrin, 2017

## Hommages

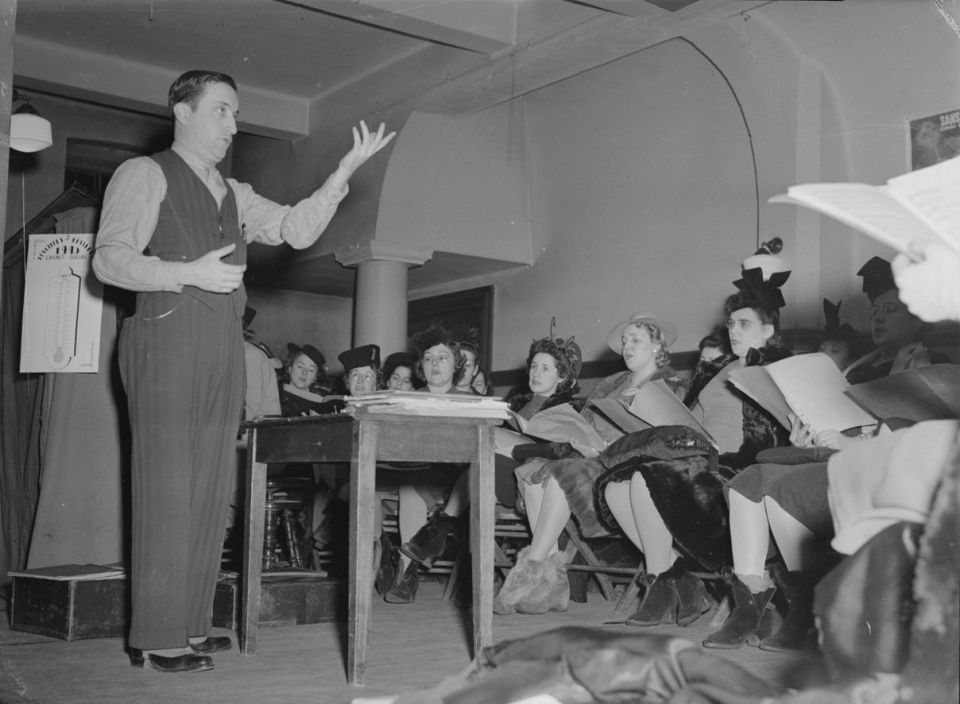
La chorale des « Disciples de Massenet » en répétition au Québec, janvier 1943.

- Plusieurs lieux ou édifices ont été nommés en son honneur :
  - la rue Massenet (anc. rue Henri-Martin) dans le 16e arrondissement de Paris, rebaptisée en décembre 1924[18] ;
  - la rue Jules-Massenet dans le 3e arrondissement de Lyon.
  - l'avenue Massenet à Arcueil, ouverte en 1926 dans le parc Raspail ;
  - la rue Massenet à Tournai (Belgique), où il était venu en 1890 pour un festival qui lui était consacré, en compagnie de son ami le baryton belge Jean Noté (de l'opéra de Paris)[19].
  - la rue Massenet à Grenoble.
  - le théâtre Massenet à Saint-Étienne, construit par Jules Exbrayat en 1853 et détruit par un incendie en 1928[20] ;
  - Les Disciples de Massenet, un chœur mixte de Montréal fondé en 1928[21] ;
  - le conservatoire à rayonnement régional de Saint-Étienne.
- La musicienne d'avant-garde américaine Laurie Anderson réalise en 1981 Oh Superman (For Massenet) directement inspiré par un des airs du Cid et qui connaitra un succès important.
- Les Érinnyes, le Clair de lune de Werther et le Prélude du troisième acte d'Hérodiade ont été transcrits pour la harpe par Marguerite Achard
- Un festival de musique consacré à son œuvre, la Biennale Massenet, a été créé en 1990 dans sa ville de naissance. Les œuvres du compositeur y sont interprétées.
- En astronomie, est nommé en son honneur (18381) Massenet, un astéroïde de la ceinture principale découvert en 1991[22].

## Iconographie
- Jules Chaplain, Portrait de Jules Massenet, dessins, conservation SACEM, Neuilly-sur-Seine[23].

### Discographie sélective
Opéras
- Le Jongleur de Notre-Dame, Vanzo, Bastin, Monte-Carlo, Roger Boutry (dir.), - Emi (1965)
- Werther, Georges Prêtre (dir.), Victoria de los Angeles, Nicolaï Gedda, Roger Soyer, Mady Mesplé, Jean-Christophe Benoît, Orchestre de Paris - EMI (1969)
- La Navarraise, Lucia Popp, Alain Vanzo, Gérard Souzay, Orchestre symphonique de Londres, Antonio de Almeida (dir.) - Sony (1975)
- Thaïs, Beverly Sills, Sherrill Milnes, Nicolaï Gedda, Chœur John Alldis, New Philharmonia Orchestra, Lorin Maazel - Emi (1976)
- Esclarmonde, Richard Bonynge (dir.), Joan Sutherland, Huguette Tourangeau, Giacomo Aragall, Clifford Grant, Louis Quilico, Graham Clark, Robert Lloyd, Ryland Davies, John Alldis Choir, National Philharmonic Orchestra - Decca (rééd. Trio 3 CD 475 501-2) - 1976
- Le CId, Placido Domingo, Grace Bumbry..., Orchestre de l'Opéra de New York, Eve Queler (dir.) - Sony (1976)
- Sapho, Renée Doria, Ginès Sirera, Gisèle Ory, Orchestre de l'Opéra de Monte Carlo, Roger Boutry (dir.) - EMI (1977)
- Cendrillon, Frederica von Stade, Nicolaï Gedda, Jane Berbié, Philharmonia Orchestra, Julius Rudel (dir.) - Sony (1979)
- Werther, Michel Plasson (dir.), Tatiana Troyanos, Alfredo Kraus, Matteo Manuguerra, Christine Barbaux, Jules Bastin, orchestre philharmonique de Londres - EMI (1979)
- Le Roi de Lahore, Joan Sutherland, Luis Lima, Sherrill Milnes, James Morris, Huguette Tourangeau, Nicolai Ghiaurov, London Voices, National Philharmonic Orchestra, Richard Bonynge (dir.) - Decca (1979)
- Thérèse, Gerd Albrecht (dir.), Agnes Baltsa, Francisco Araiza, George Fortune, chœur et orchestre symphonique de la RAI (Orfeo 1 CD C 387 961 A) - 1981
- Werther, Colin Davis (dir.), Frederica von Stade, José Carreras, Thomas Allen, Isobel Buchanan, Robert Lloyd, Orchestra of the Royal Opera House Covent Garden - Philips (1980), rééd. CD Philips Classics (1987)
- Chérubin, Frederica von Stade, June Anderson, Samuel Ramey, Dawn Upshaw, Orchestre Opéra de Munich, Pinchas Steinberg - RCA (1991)
- Don Quichotte, José van Dam, Teresa Berganza, Alain Fondary, Orchestre national du Capitole de Toulouse, Michel Plasson (dir.) - EMI (1993)
- Hérodiade, Cheryl Studer, Nadine Denize, Ben Heppner, Thomas Hampson, José van Dam, chœur et orchestre du Capitole de Toulouse, Michel Plasson (dir.) – EMI (1995)
- Hérodiade, Renée Fleming , Dolora Zajick, Plácido Domingo, Juan Pons, chœur et orchestre du San Francisco Opera, Valery Gergiev (dir.) –  Sony Classical (1995)
- Manon, Victoria de Los Angeles, Henri Legay, Michel Dens, Jean Borthayre, Artistes, chœurs et orchestre du Théâtre National de l'Opéra-Comique, Pierre Monteux - (EMI, 1955 - Testament, 2000)
- Thaïs, Renée Fleming, Thomas Hampson, Orchestre national Bordeaux Aquitaine, dir. Yves Abel - Decca (2000)
- Manon, Angela Gheorghiu, Roberto Alagna, Earle Patriarco, José van Dam, Orchestre et Chœurs du Théâtre de la Monnaie, Direction Antonio Pappano - (EMI Classics, 2000)
- Manon, Natalie Dessay, Rolando Villazón, Manuel Lanza (ca), Samuel Ramey Victor Pablo Pérez - (Virgin Classics, 2007)
- Manon, Anna Netrebko, Rolando Villazón, Alfredo Daza, Christof Fischesser, Direction musicale, Daniel Barenboim  (Deutsche Grammophon, 2008)
- Werther, Jonas Kaufmann, Sophie Koch, Ludovic Tézier, orchestre de l'Opéra de Paris sous la direction de Michel Plasson, mise en scène de Benoit Jacquot, DVD 2010.
- Don César de Bazan, Naouri, Dreisig, Lebègue, Bettinger, Helmer, Moungoungou, Ensemble Aedes, Orchestre des Frivolités Parisiennes, Mathieu Romano (dir.) - Naxos (2020)
- Ariane, Amina Edris, Kate Aldrich, Jean-François Borras, Jean-Sébastien Bou, Julie Robard-Gendre, Laurent Campellone direction, MÜNCHNER RUNDFUNKORCHESTER, Palazetto Bru Zane, 2023
- Werther (version pour baryton), Tassis Christoyannis, Véronique Gens, Hélène Carpentier, Thomas Dolié, Matthieu Lécroart, Artavazd Sargsyan, Laurent Deleuil, György Vashegyi direction HUNGARIAN NATIONAL PHILHARMONIC ORCHESTRA - Palazetto Bru Zane, 2024

Œuvres symphoniques
- Œuvres pour piano, Sylvain Cambreling (dir.), Aldo Ciccolini (piano), orchestre national de l'Opéra de Monte-Carlo, EMI.
- Suites pour orchestre nos  1 à 7, Jean-Yves Ossonce (dir.) New Zealand Symphony Orchestra - Naxos, 1995
- Le Carillon, ballet, Richard Bonynge (dir.), New Philharmonic Orchestra - Decca, 1983 (complément = Delibes : Coppélia)
- Espada, suite de ballet, Georges Sébastian (dir.), Orchestre de l'Opéra de Paris - Forlane, 1953 (compléments : Meyerbeer, Offenbach)
- Cigale, Richard Bonynge (dir.), New Philharmonia Orchestra - Decca, environ 1990 (attention : toujours pas reporté en CD au 08/07/2020)

Mélodies
- Poème d'avril, Poème du souvenir, Poème d'hiver, Expressions lyriques (premier enregistrement mondial), Damien Top (ténor) et Alain Raës (piano) -  BNL productions, 1992
- Expressions lyriques, Le printemps visite la terre, On dit, La Lettre, Élégie, Heure vécue, Soleil couchant, La Nuit, La Mort de la cigale, Amours bénis, Poème d'octobre, Sabine Revault d'Allones (soprano) et Samuel Jean (piano) -  Timpani, 2012
- Poème pastoral (première mondiale), Poème d'octobre, Poème d'amour, Poème d'un soir, Poème des fleurs (première mondiale), Damien Top (ténor) et Diane Andersen (piano) - Azur Classical, 2012

### Iconographie
- Dornac (1858-1941), Portrait du compositeur Jules Emile Frédéric Massenet (1842-1912), entre 1885 et 1895, photographie, Paris, musée Carnavalet (notice en ligne).

### Partitions
- Partitions sur Indiana University Bloomington Libraries :
  - Werther  (partition d'orchestre)
  - Manon  (partition d'orchestre)
  - Don Quichotte  (partition chant-piano)

#### Bases de données et dictionnaires
- Ressources relatives à la musique :   - International Music Score Library Project
  - AllMusic
  - Bait La Zemer Ha-Ivri
  - Bayerisches Musiker-Lexikon Online
  - Carnegie Hall
  - Discography of American Historical Recordings
  - Discogs
  - Grove Music Online
  - MGG Online
  - MusicBrainz
  - Musopen
  - Muziekweb
  - Répertoire international des sources musicales
  - Songkick
  - VGMDb
- Ressources relatives aux beaux-arts :   - Académie des beaux-arts
  - AGORHA
  - British Museum
  - National Portrait Gallery
  - RKDartists
- Ressources relatives au spectacle :   - Archives suisses des arts de la scène
  - Les Archives du spectacle
  - Internet Broadway Database
  - Kunstenpunt
- Ressources relatives à la recherche :   - Académie royale de Belgique
  - La France savante
- Ressource relative à plusieurs domaines :   - Radio France
- Ressource relative à la vie publique :   - base Léonore
- Ressource relative à l'audiovisuel :   - IMDb
- Notices dans des dictionnaires ou encyclopédies généralistes :   - Britannica
  - Brockhaus
  - Den Store Danske Encyklopædi
  - Deutsche Biographie
  - Enciclopedia italiana
  - Gran Enciclopèdia Catalana
  - Hrvatska Enciklopedija
  - Internetowa encyklopedia PWN
  - Larousse
  - Nationalencyklopedin
  - Store norske leksikon
  - Treccani
  - Universalis
  - Visuotinė lietuvių enciklopedija
- Notices d'autorité :   - VIAF
  - ISNI
  - BnF (données)
  - IdRef
  - LCCN
  - GND
  - Italie
  - Japon
  - CiNii
  - Espagne
  - Belgique
  - Pays-Bas
  - Pologne
  - Israël
  - NUKAT
  - Catalogne
  - Suède
  - Vatican
  - WorldCat